# Gastrotheca espeletia
Gastrotheca espeletia é uma espécie de anfíbio da família Hemiphractidae.
Pode ser encontrada nos seguintes países: Colômbia e Equador.
Os seus habitats naturais são: regiões subtropicais ou tropicais húmidas de alta altitude, matagal tropical ou subtropical de alta altitude, campos de altitude subtropicais ou tropicais, rios, marismas de água doce e marismas intermitentes de água doce.
Está ameaçada por perda de habitat.